# 马里亚纳皮门蒂尔
马里亚纳皮门蒂尔是巴西南大河州的一个市镇。总面积338.131平方公里，总人口4002人，人口密度11.8人/平方公里。